# Escarmouches à la frontière entre l'Afghanistan et le Pakistan
Insurrection islamiste au Pakistan et Guerre d'Afghanistan (2001-2021)
Une série d'escarmouches armées et d'échanges de tirs occasionnels ont eu lieu le long de la frontière entre l'Afghanistan et le Pakistan entre les forces armées afghanes et pakistanaises depuis 1949. La dernière série d'hostilités entre les deux pays a commencé en avril 2007 et se poursuit à l'heure actuelle. Des militants appartenant au Tehrik-i-Taliban Pakistan et au Jamaat-ul-Ahrar utilisent également le territoire afghan pour cibler le personnel de sécurité pakistanais déployé le long de la frontière,,,,. D'après The Diplomat, la présence de terroristes appartenant au Tehrik-i-Taliban Pakistan sur le sol afghan est la raison des bombardements sporadiques du territoire afghan par les forces de sécurité pakistanaises.

## Contexte
Les hostilités entre l'Afghanistan et le Pakistan commencent en 1949 lorsque l'Afghanistan vote contre l'admission du Pakistan aux Nations unies après son indépendance deux plus tôt en 1947. Celui-ci plaidant pour l'indépendance du Khyber Pakhtunkhwa pakistanais pour former un État à majorité Pachtounes, le Pachtounistan (en), bien que la population pachtoune prédominante de la région ait voté massivement en faveur du rattachement au Pakistan par rapport à l'Inde lors du référendum tenu en juillet 1947 avec 99,02% des votes exprimés en faveur du Pakistan,. Les nationalistes afghans font pression pour la création de l'État, mais l'idée devient impopulaire. La province du Baloutchistan au Pakistan est également incluse dans la définition du Grand Pachtounistan pour accéder à la mer d'Oman au cas où le Pakistan échouerait en tant qu'État, comme l'Afghanistan l'avait prévu.
La frontière internationale entre le Pakistan et l'Afghanistan est établie après l'accord de la ligne Durand de 1893 entre le secrétaire d'état du Raj britannique, Mortimer Durand et l'émir Abdur Rahman Khan de l'émirat d'Afghanistan pour fixer la limite de leurs sphères d'influence respectives. L'accord d'une page qui contient sept articles courts, est signé par Durand et Khan, s'engageant à ne pas exercer d'ingérence politique au-delà de la frontière entre les deux entités. La ligne Durand est réaffirmée comme frontière internationale entre l'Afghanistan et le Raj lors de la troisième guerre anglo-afghane en 1919 après l'indépendance afghane. Les Afghans s'engagent à arrêter l'ingérence du côté britannique de la ligne dans le traité de Rawalpindi.
Le Pakistan hérite de la ligne Durand après son indépendance en 1947, mais le gouvernement afghan refuse toujours d'accepter l'accord. L'Afghanistan a tenté à plusieurs reprises de s'emparer des provinces occidentales pakistanaises du Baloutchistan et du Khyber Pakhtunkhwa. Le Premier ministre afghan de l'époque, Muhammad Hashim, a déclaré que « Si un Pachtounistan indépendant ne peut être mis en place, la province frontalière devrait rejoindre l'Afghanistan. Notre voisin le Pakistan se rendra compte que notre pays, avec sa population et son commerce, a besoin d'un débouché sur la mer, ce qui est tout à fait essentiel » . En 1949, l'armée de l'air pakistanaise bombarde les camps de militants parrainés par les afghans dans la zone frontalière, y compris un village afghan, pour freiner les troubles dirigés par Ipi Faqir propageant l'indépendantisme pachtoune. Des affrontements frontaliers sont signalés en 1949-1950 pour la première fois. Le 30 septembre 1950, le Pakistan affirme que les troupes et les membres des tribus afghans sont entrés dans le Baloutchistan pakistanais, mais l'invasion à petite échelle a été repoussée après six jours de combats. Le gouvernement afghan nie son implication et  affirme qu'il s'agissait de membres de tribu pachtoune pro-pachtounistan.
Les tensions montent en flèche avec le programme pakistanais One Unit (en) provoquant le retrait des  ambassadeurs et personnels diplomatique des deux pays en 1955. L'ambassade du Pakistan à Kaboul et les consulats à Kandahar et Jalalabad sont attaqués par des foules,. En 1960, des escarmouches majeures éclatent avec les forces afghanes se massant du côté afghan de la frontière avec des chars. Ces escarmouches voient l'armée de l'air pakistanaise bombarder les forces afghanes. Ce bombardement entraîne une brève interruption des escarmouches. Le 6 septembre 1961, Kaboul rompt officiellement ses relations diplomatiques avec le Pakistan.

En 1950, la Chambre des communes du Royaume-Uni exprime son point de vue sur le différend afghano-pakistanais sur la ligne Durand en déclarant:

« Le le gouvernement de sa Majesté a constaté avec regret les désaccords entre les gouvernements du Pakistan et de l'Afghanistan au sujet du statut des territoires de la frontière nord-ouest. Le Gouvernement de Sa Majesté est d'avis que le Pakistan est, selon le droit international, l'héritier des droits et devoirs de l'ancien Gouvernement de l'Inde et du Gouvernement de sa Majesté au Royaume-Uni dans ces territoires et que la ligne Durand est la frontière internationale. »

— Philip J. Noel-Baker, 30 Juin 1950

Lors de la réunion du Conseil ministériel de 1956 de l’Organisation du traité de l'Asie du Sud-Est (SEATO) tenue à Karachi, capitale du Pakistan à l'époque, il a été déclaré :

« Les membres du Conseil ont déclaré que leurs gouvernements respectifs reconnaissaient que la souveraineté du Pakistan s'étend jusqu'à la ligne Durand, la frontière internationale entre le Pakistan et l'Afghanistan, et il a par conséquent été affirmé que la zone du Traité visée aux articles IV et VIII comprend la zone jusqu'à cette ligne. »

— SEATO, 8 mars 1956
Le gouvernement afghan, ayant signé un traité en décembre 1978 lui permettant de faire appel aux forces soviétiques, demande à plusieurs reprises l'intervention de troupes en Afghanistan au printemps et à l'été 1979. La Guerre d'Afghanistan de 1979 à 1989 force des millions d'Afghans à se réfugier à l'intérieur du Pakistan. Les responsables pakistanais craignent que l'Union soviétique n'entame une sorte de show militaire et que le Pakistan, ou du moins sa province du Baloutchistan, soit le prochain sur l'agenda soviétique. Au début des années 1980, les forces moudjahidines multinationales (composées d'environ 100 000 combattants de quarante pays musulmans différents en plus de 150 000 combattants locaux) trouvent le soutien des États-Unis, de l'Arabie saoudite, du Pakistan et de l'Iran dans le contexte de la guerre froide. Ils sont entraînés par l'armée pakistanaise dans sa région frontalière autour de la ligne Durand. Lorsque l'Union soviétique décide de se retirer de l'Afghanistan en 1989 et arrête son aide en 1992, une guerre civile éclate. Cela est suivi par la montée et la chute du gouvernement taliban. De fin 2001 à 2020, pas moins de 140 000 soldats dirigés par l'OTAN ont été stationnés en Afghanistan pour entraîner les Afghans et reconstruire leur pays déchiré par la guerre. Entre-temps, une guérilla des talibans commence vers 2004. Pour contrer l'insurrection et apporter la stabilité en Afghanistan, les États-Unis construisent des bases et des garnisons pour l'armée nationale afghane et utilisent des drones pour mener des attaques au Pakistan, principalement contre le réseau Haqqani dans et autour des  Régions tribales.

En septembre 2017, le législateur américain Brad Sherman suggère de conditionner l'aide américaine à l'Afghanistan à la reconnaissance de la ligne Durand. Il ajouta:

« Je me rends compte que c'est dur. Ils diront, oh, non, mais le fait est que tant que l'Afghanistan se laissera ouverte l'idée qu'ils revendiquent le territoire pakistanais, il sera très difficile d'impliquer les Pakistanais, car nous avons besoin d'eux, dans le contrôle des talibans afghans. »

— Brad Sherman, 7 Septembre 2017

## Pertes
Depuis 2007, les affrontements auraient fait entre 212 et 365 morts au moins de tous les côtés.